# كاميرون كلارك (كرة سلة)
كاميرون كلارك (بالإنجليزية: Cameron Clark)‏ مواليد 16 سبتمبر 1991 في فينيكس، هو لاعب كرة سلة أمريكي. بدأ مسيرته الاحترافية في سنة 2014. يلعب مع إلان شالون في الدوري الفرنسي لكرة السلة الدرجة الأولى. يحمل الرقم 23. يبلغ طوله 6 قدم 7 بوصة (2.0 م). لعب مع جويرينو فانولي باسكت وإلان شالون.

## روابط خارجية
- كاميرون كلارك على موقع الدوري التايواني الممتاز لكرة السلة (الصينية)
- كاميرون كلارك على موقع كرة السلة الأوروبية.كوم (الإنجليزية)
- كاميرون كلارك على موقع كلية كرة السلة في سبورتس رفرنس.كوم (الإنجليزية)
- كاميرون كلارك على موقع ريلجم (الإنجليزية)
- كاميرون كلارك على موقع بروبوليرز (الإنجليزية)
- كاميرون كلارك على موقع سبورتس رفرنس (الإنجليزية)